# Amathusia lombokiana
Amathusia lombokiana är en fjärilsart som beskrevs av Hans Fruhstorfer 1905. Amathusia lombokiana ingår i släktet Amathusia och familjen praktfjärilar. Inga underarter finns listade i Catalogue of Life.